# Colony Park
Colony Park es un lugar designado por el censo ubicado en el condado de Berks en el estado estadounidense de Pensilvania. En el año 2010 tenía una población de 1.076 habitantes y una densidad poblacional de 1.076 personas por km².

## Geografía
Colony Park se encuentra ubicado en las coordenadas 40°20′49″N 76°58′56″O / 40.34694, -76.98222. Según la Oficina del Censo de los Estados Unidos, Colony Park tiene una superficie total de 0,38 mi² (1 km²), de la cual 0,38 mi² (1 km²) corresponden a tierra firme y 0 mi² (0 km²) es agua.